# 気象関連痛
気象関連痛（きしょうかんれんつう、気象痛）は、関節炎や手足の怪我などの状態を持つ人々が、特に気圧、湿度、またはその他の気象現象の変化によって痛みを感じると主張したときに発生する現象である。気象痛や天気痛とも呼ばれている。しかし、科学的証拠は天候と痛みとの関連性を支持しておらず、それは完全に確証バイアスなどのヒューマンエラーによるものであると結論付けている。